# Gynoplistia vigilans
Gynoplistia vigilans là một loài ruồi trong họ Limoniidae. Chúng phân bố ở miền Australasia.